# Поплавок серый
Поплаво́к се́рый (лат. Amanita vaginata) — гриб из рода Мухомор (Amanita) семейства Мухоморовые (Amanitaceae). 
Русские синонимы:
- Мухомо́р влага́лищный

## Описание
Шляпка диаметром 4—12 см, коническая или округло-колокольчатая, затем раскрывается до выпуклой или почти плоской с округлым центральным бугорком, в центре мясистая, край очень тонкий, бороздчатый. Кожица гладкая, блестящая, окраска сильно варьирует: беловатых, серых, буроватых, серо-фиолетовых, оливково-зелёных или жёлто-коричневых оттенков, во влажную погоду слизистая.
Мякоть тонкая и хрупкая, мягкая, белая, иногда светло-бурая или желтоватая. Вкус мягкий, сладковатый или грибной, особого запаха не имеет.
Ножка вытянутая, тонкая, 6—18 см в высоту, и 0,5—2 см диаметром, кверху плавно сужается. Поверхность беловатая, серо-коричневая или охристая, гладкая, продольно-волокнистая, может быть с белым зернисто-чешуйчатам или хлопьевидным налётом, образующим пятнистый или змеевидный рисунок.
Пластинки свободные, частые, выпуклой формы (расширены в средней части), белые, у старых грибов могут быть желтоватые. Имеются пластиночки разных размеров.
Остатки покрывала: вольва широкая, лопастная, свободная, беловатая, с возрастом буреет; кольцо на ножке и обрывки вольвы на шляпке отсутствуют (у молодых грибов иногда могут быть плёнчатые остатки на шляпке, затем исчезающие).
Споровый порошок белый.
Микроскопические признаки: споры 9—14 мкм, округлые, гладкие, содержат флуоресцирующую каплю масла; базидии четырёхспоровые, булавовидные, тонкостенные, 45—80×12—16 мкм; трама пластинок билатеральная, гифы цилиндрические, бесцветные, неамилоидные, гладкие, без пряжек, диаметром до 8 и длиной до 50 мкм; гифы кожицы шляпки цилиндрические или веретеновидные, тонкостенные, гладкие, без пряжек, частично пигментированы, диаметром 2—15 мкм.

### Разновидности
Вид очень изменчив, для него описаны разновидности, которым иногда придают статус самостоятельных видов:

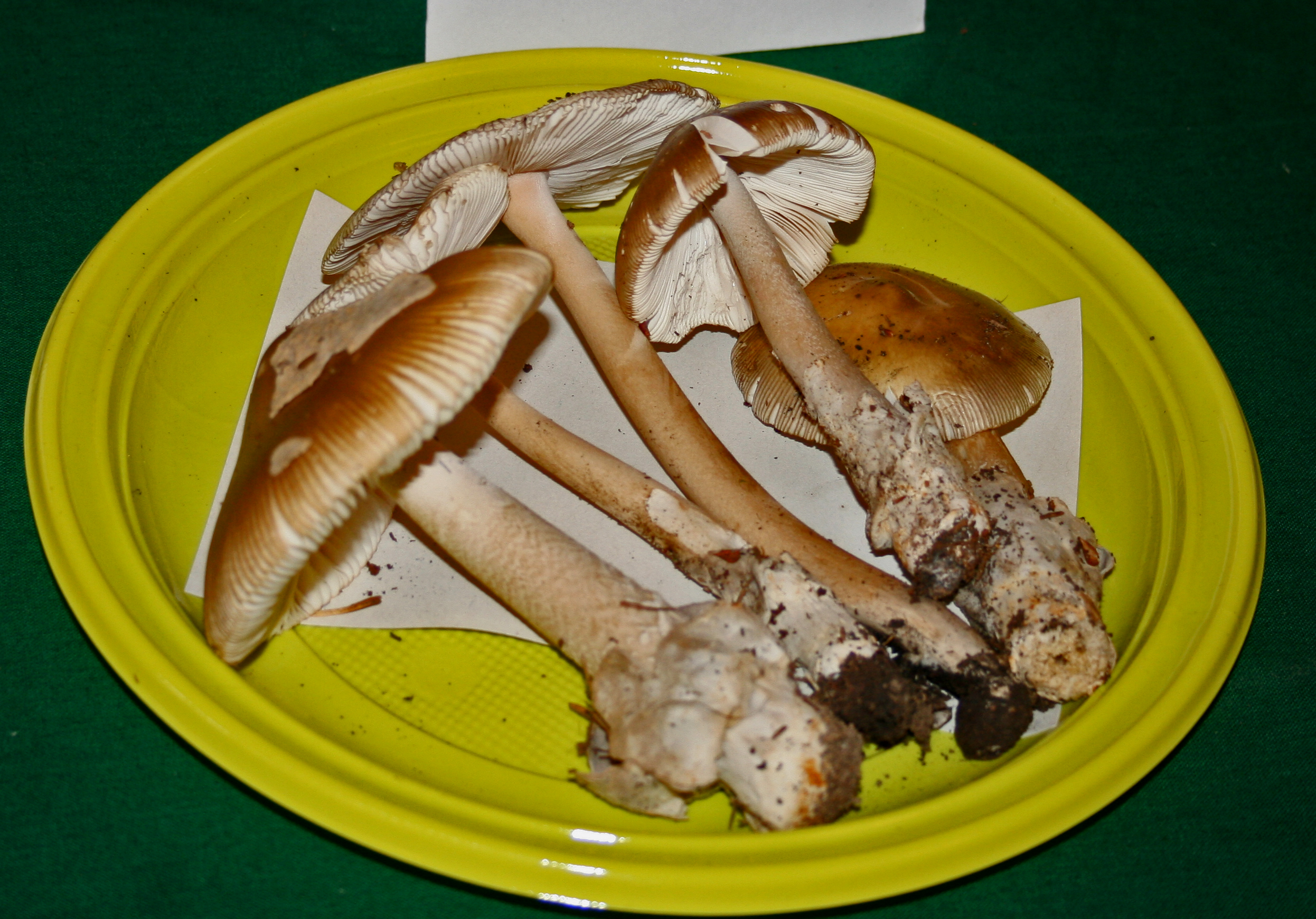
Amanita battarrae

- var. vaginata — основная форма с пепельно-серой шляпкой, беловатой ножкой и белой вольвой, споры 9—12 мкм;
- Amanita vaginata var. plumbea (Bull.) Quél. & Bataille, 1902 = Amanitopsis plumbea (Schaeff.) J.Schröt. 1889 — отличается свинцово-серой с голубоватым оттенком окраской шляпки;
- Amanita vaginata f. olivaceoviridis (Fabry), 1971 = Amanitopsis vaginata var. olivaceoviridis (Fabry) Wasser, 1992 — с оливково-зелёной шляпкой, ножка беловатая с опушением возле основания, споры 10—13 мкм, базидии 40—45×12—14 мкм;
- Amanitopsis vaginata var. lividopallescens (Secr.) Gillet, 1874 = Amanita lividopallescens Romagn., 1982 — молодые шляпки беловатые, позже охристо-серые с неравномерной (пятнами) окраской; вольва не исчезает, хорошо выражена; споры 11—14 мкм;
- Amanitopsis vaginata var. alba E.-J.Gilbert, 1918 — имеет шляпку размером до 9 см, белую или беловатую; ножка и вольва белые; споры 10—12×9—10 мкм;
- Amanitopsis vaginata var. friabilis Karst., 1879 = Amanitopsis friabilis (Karst.) Sacc., 1887 = Amanita friabilis (Karst.) Bas, 1974 — шляпка коричнево-сероватая, покрыта тёмно-серыми хлопьями; ножка зернисто-чешуйчатая; вольва может исчезать; споры 10—12×8—10 мкм, базидии 45—60×9—12 мкм;

- Amanitopsis vaginata var. umbrinolutea (Secr.) Wasser, 1978 = Amanitopsis umbrinolutea (Secr.) E.-J.Gilbert, 1928 = Amanita umbrinolutea Secr., 1833 = Amanita battarrae (Boud.) Bon, 1985[1] — шляпка диаметром до 12 см, жёлто-оливковая или серовато-коричневая; ножка серовато-коричневая или охристая, покрыта слабо выраженными чешуйками; вольва одного цвета с ножкой, хорошо выраженная.

## Экологияи распространение
Распространён в светлых лиственных и хвойных лесах, может быть найден и в степной зоне. В горах встречается во всех поясах от плакора до альпийского, часто в насаждениях сосны горной (Pinus mugo) и душекии зелёной (Duschekia viridis).
В Евразии и Северной Америке встречается повсеместно, также известен в Южной Америке (Бразилия, Аргентина, Перу, Колумбия, Чили, Уругвай), Африке (Алжир, Танзания), Австралии и Новой Зеландии.
Сезон в умеренном климате: май — ноябрь.

## Сходные виды
Другие виды поплавка, все они условно съедобны.
От других мухоморов отличается по отсутствию кольца. Малоопытные грибники часто не собирают этот гриб, принимая его за бледную поганку, на которую он может быть похож окраской шляпки.

## Пищевые качества
Условно съедобный гриб хорошего качества. Требует обязательного отваривания. У грибников не пользуется большой популярностью из-за тонкой и хрупкой мякоти шляпок и опасности спутать с бледной поганкой. При сборе необходимо учитывать вероятность того, что у ядовитых мухоморов, особенно у зрелых, кольцо может случайно отсутствовать: следует собирать только грибы, определить которые можно с уверенностью.